# Okuni-jinja
Le Okuni-jinja (小國神社) est un sanctuaire shinto situé dans la ville de Mori dans le district de Shūchi dans la préfecture de Shizuoka au Japon.
L'Okuni-jinja est un des deux sanctuaires qui prétend au titre d'ichi-no-miya de l'ancienne province de Tōtōmi.
Le principal festival du sanctuaire se tient tous les ans le 18 avril, période au cours de laquelle est représenté un jeu de douze danses. Cette manifestation qui daterait du début de l'époque de Heian est un bien culturel immatériel national.

## Divinités vénérées
La principale divinité shintō vénérée dans l'Oguni-jinja est Ōkuninushi (大己貴命, Ōnamuchi-no-mikoto), maître du monde invisible des esprits et de la magie.
Il existe de nombreux petits tombeaux subsidiaires dédiés à diverses autres divinités dans l'enceinte du sanctuaire.

## Histoire
La date de fondation du Okuni-jina est inconnue. La tradition indique le 18 février 555 (sous le règne de l'empereur Kimmei) comme date à laquelle est construit pour la première fois un sanctuaire sur le mont Hongū (511 m), qui fait à présent partie de l'enceinte du sanctuaire.
Le sanctuaire apparaît dans les documents historiques par le biais d'une entrée dans le Shoku Nihon Kōki en date du 14 juin 884 et il est à nouveau mentionné dans les Engishiki.
Il sert d'ichi-no-miya de la province de Tōtōmi depuis au moins 1235 et continue à être appelé l'ichi-no-miya jusqu'à la fin de l'époque d'Edo. Takeda Shingen prie au sanctuaire en 1572, et Tokugawa Ieyasu en 1575. ce dernier contribue ultérieurement à la reconstruction du honden, et les générations suivantes de shoguns Tokugawa continuent à soutenir le sanctuaire.
Après la restauration de Meiji, l'Okuni-jina est désigné sanctuaire préfectoral (県社) en 1873. Dans le cadre du système moderne de classement des sanctuaires shinto, Okuni est répertorié en 1875 parmi les sanctuaires d'importance nationale de troisième classe, ou kokuhei shōsha (国幣小社).

## Source de la traduction
- (en) Cet article est partiellement ou en totalité issu de l’article de Wikipédia en anglais intitulé « Oguni Jinja » (voir la liste des auteurs).